# (959) Arne
Pour les articles homonymes, voir Arne.
(959) Arne est un astéroïde de la ceinture principale découvert par Karl Wilhelm Reinmuth le 30 septembre 1921. Il doit son nom au prénom du fils de l'astronome suédois Bror Ansgar Asplind.